# Chitonopsis spatulifrons
Chitonopsis spatulifrons är en kräftdjursart som beskrevs av Thomas Whitelegge 1902. Chitonopsis spatulifrons ingår i släktet Chitonopsis och familjen klotkräftor. Inga underarter finns listade i Catalogue of Life.